# انطباق

زاوية منعدمة رأسها مركز المستوى الإحداثي.

دائرتان منطبقتان، لهما نفس نصف القطر ونفس نقطة المركز

في الهندسة الرياضية، تنطبق نقطتان إذا وقعتا في المكان نفسه. ويُقال أيضاً لشكلين أو خطين مُستقيمين أنهما منطبقين إذا كانت كل نقطة في أحدهما منطبقة على نقطة من الشكل الآخر. 

## أمثلة
حدوث الانطباق في بعض الأشكال والمُستقيمات يُؤدي إلى ظهور حالات خاصَّة منها. مثل:
- يُعبَّر عن تقاطع مستقيمات في نقطة واحدة بانطباق نقاط تقاطع كل مُستقيمين منهما مثنى مثنى على بعضها بعضاً.
- تتكون الزاوية المنعدمة من انطباق شعاعي الزاوية على بعضهما بعضاً.[2][3]
- عندما تنطبق النقاطُ المُكوِّنةُ لمُستقيمِ أويلر (مراكز المثلث) يتحول المثلث الأصلي إلى مثلثٌ متطابق الأضلاع.

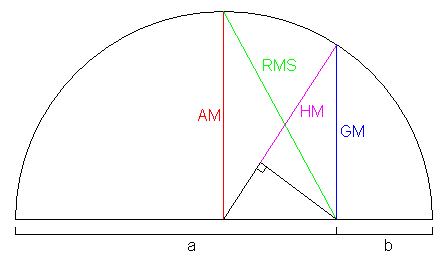
الإنشاء الهندسي لمتباينات الأوساط.

### متباينات الأوساط
تُبرهن متباينات الأوساط بالإنشاء الهندسي داخل نصف دائرة، وتحصل حالة المساواة عندما تنطبق النقطة المتحركة على القطر على مركز الدائرة.